# Audunfjellet
Das Audunfjellet ist ein 460 m hoher Berg im ostantarktischen Königin-Maud-Land. Er ragt in den Utpostane im südlichen Teil der Kraulberge auf.
Norwegische Wissenschaftler benannten ihn nach dem norwegischen Geologen Audun Hjelle (1934–2009), Teilnehmer an der Vierten Norwegischen Antarktisexpedition (1968–1969).